# Rosyjska Formuła Easter
Rosyjska Formuła Easter, Formuła Wostok (ros. Формула Восток), po 1991 również jako Formuła 1300 (ros. Формула-1300) – cykl wyścigów samochodowych rozgrywanych na terenie Rosyjskiej FSRR (później Rosji) według przepisów Formuły Easter.

## Historia
W 1977 roku po raz pierwszy zorganizowano mistrzostwa Rosyjskiej FSRR w Formule Easter, przy czym były to zawody łączone z Formułą 3. Wygrał je Władimir Grekow. Od 1978 roku organizowano mistrzostwa Formuły Easter. Były one przeznaczone dla kierowców zrzeszonych w klubach na terenie RFSRR, z wyjątkiem Moskwy i Leningradu. W czasach ZSRR o tytule mistrzowskim Rosyjskiej FSRR decydował jeden wyścig, który odbywał się na torze Czajka. W 1990 roku w ramach mistrzostw RFSRR przeprowadzono również finał X Spartakiady Narodów RFSRR. Po rozpadzie ZSRR mistrzostwa rozgrywano także pod nazwą Formuła 1300. Ostatnim mistrzem serii był Edgard Lindgren.

## Mistrzowie
| Sezon             | Mistrz                    | Zespół                    | Samochód                  |                   |
| Mistrzostwa RFSRR | Mistrzostwa RFSRR         | Mistrzostwa RFSRR         | Mistrzostwa RFSRR         | Mistrzostwa RFSRR |
| ----------------- | ------------------------- | ------------------------- | ------------------------- | ----------------- |
| 1978              | Jurij Griszanow           | DOSAAF Riazan             | Estonia 19-Łada           |                   |
| 1979              | Władimir Andriejew        | DOSAAF Stawropol          | Estonia 19-Łada           |                   |
| 1980              | Władimir Andriejew        | DOSAAF Stawropol          | Estonia 19-Łada           |                   |
| 1981              | Walerij Sułtanow          | DOSAAF Machaczkała        | Estonia 19-Łada           |                   |
| 1982              | Władimir Andriejew        | DOSAAF Stawropol          | Estonia 20-Łada           |                   |
| 1983              | Aleksandr Ponomariew      | DOSAAF Togliatti          | Estonia 20-Łada           |                   |
| 1984              | Witalij Komarow           | Spartak Krasnodar         | Estonia 20-Łada           |                   |
| 1985              | Władimir Andriejew        | DOSAAF Stawropol          | Estonia 19-Łada           |                   |
| 1986              | Nikołaj Uszakow           | DOSAAF Ustinow            | Estonia 21M-Łada          |                   |
| 1987              | Władimir Andriejew        | DOSAAF Stawropol          | Estonia 21M-Łada          |                   |
| 1988              | Aleksandr Ponomariew      | DOSAAF Togliatti          | Estonia 21M-Łada          |                   |
| 1989              | Władimir Andriejew        | DOSAAF Stawropol          | Estonia 21M-Łada          |                   |
| 1990              | Aleksandr Saunkin         | DOSAAF Gorki              | Estonia 21M-Łada          |                   |
| 1991              | Lew Oganiesow             | DOSAAF Briańsk            | Estonia 21.10-Łada        |                   |
| Mistrzostwa Rosji |                           |                           |                           |                   |
| 1992              | mistrzostw nie rozgrywano | mistrzostw nie rozgrywano | mistrzostw nie rozgrywano |                   |
| 1993              | Edgard Lindgren           |                           |                           |                   |
| 1994              | Edgard Lindgren           |                           | Estonia 25                |                   |
| 1995              | Edgard Lindgren           |                           | Estonia 25                |                   |